# Herbert z Cherbury
Herbert z Cherbury (3. března 1583, Montgomery - 20. srpen 1648, Londýn) byl velšsko-anglický voják, diplomat, historik, básník a filozof, zakladatel deismu.

## Život a názory
Byl starším bratrem básníka George Herberta. Vystudoval Oxfordskou univerzitu. Byl anglickým velvyslancem ve Francii, za své diplomatické služby byl povýšen do šlechtického stavu (1624, 1629). Své klíčové dílo, knihu O pravdě (De Veritate), vydal v Paříži roku 1624. Až po jeho smrti bylo v roce 1663 publikováno dílo O náboženství národů (De religione gentilium), jeden z prvních pokusů o srovnávací religionistiku.
Proti víře podložené církevní autoritou stavěl rozum, který je společný všem lidem, a přirozené náboženství, které se na něm zakládá. Herbert odlišuje pravdivé od pravděpodobného, možného a falešného, jakož i od zjeveného. Nejvyšší normou pravdivosti jsou bezprostředně zřejmé "notitiae communes" (společné pojmy). Pět článků víry přirozeného náboženství zní:
1. Existuje nejvyšší bytost.
2. Je třeba ji vzývat.
3. Nejdůležitější část tohoto uctívání tvoří ctnost spojená se zbožností.
4. Člověk musí litovat svých hříchů a zbavovat se jejich.
5. Dobré a špatné bude na tomto i onom světě odměněno a potrestáno.

To, co překračuje těchto pět článků, je výmyslem kněží toužících po moci a nepřispívá k pravdivému uctívání Boha, věřil Herbert.
Katolická církev zařadila na Index zakázaných knih dvě práce Herberta z Cherbury: spis O pravdě (De veritate) dekretem ze dne 19. září 1633 a spis O náboženství národů (De religione gentilium) dekretem ze dne 19. července 1707.